# هنري هال (ملاكم)
هنري هال (بالإنجليزية: Henry Hall)‏ (29 أغسطس 1922 في الولايات المتحدة - 25 مايو 2016) هو ملاكم أمريكي.

## روابط خارجية
- هنري هال على موقع بوكس ريك (الإنجليزية) (registration required)